# Первая черемисская война
Первая череми́сская война 1552—1557 годов — восстание части марийцев под руководством феодалов бывшего Казанского ханства против присоединения к Русскому царству и ответные выступления московских войск. В ходе войны была истреблена почти вся знать бывшего ханства, а немногочисленные её остатки, перешедшие на сторону русского государства, уже не представляли ни политической, ни экономической опасности. Итогом войны стало принесение присяги всеми группами марийцев царю Ивану Грозному.
Советская традиция трактовала события как классовую борьбу против феодального гнёта. На рубеже XX—XXI веков некоторые региональные историки объявили войну национально-освободительной, хотя марийцы, как и представители других народов Среднего Поволжья — татары, чуваши, мордва, — воевали в 1552—1557 годах на обеих сторонах, а в рядах бунтовщиков находились лидеры, ранее искавшие покровительства Москвы.

## Предпосылки войны
Земли марийцев входили в состав Казанского ханства. В 1551 году Иван Грозный, начав подготовку к его разгрому, привлёк на свою сторону живших на границе горных марийцев. Весной 1552 года они изменили решение, подняли антирусское восстание, но к июлю восстание было подавлено. Луговые марийцы, большая часть марийского этноса, оставались на стороне Казани.
Иван Грозный взял Казань 2 октября 1552 года. Русское войско с царём покинуло Казань 11 октября, оставив в городе 1500 детей боярских и 3000 стрельцов.

## Нападение на Волге
20 декабря 1552 года, вскоре после возвращения Ивана Васильевича в Москву, воеводы из города Васильсурска прислали сообщение о том, что на Волге луговые черемисы совершили разбойное нападение, убив группу русских людей. В послании говорилось, что в числе жертв, подвергшихся нападению, были гонцы, купцы и боярские люди, возвращавшиеся с запасами из-под Казани. Кроме того, воеводы писали, что в числе нападавших были также и горные люди.
Реагируя на послание васильсурских воевод, Иван IV отправил приказ наместнику в Свияжске боярину и воеводе князю Петру Ивановичу Шуйскому провести расследование совершённого убийства и найти на горной стороне участников нападения. Поиском нападавших Шуйский поручил заниматься воеводе Борису Ивановичу Салтыкову по прозвищу Борозок.
Пользуясь помощью и содействием жителей горной стороны, Борис Салтыков разыскал участников разбойного нападения, укрывавшихся на реке Цивиль, и арестовал 74 человека. Часть задержанных Салтыков повесил сразу на месте, других привёз в Свияжск и казнил повешением у города. Имущество казнённых было конфисковано и передано истцам.

## Выступление «тугаевых детей»
25 декабря 1552 года в Москву к Ивану IV прибыл посланник Никита Казаринов от казанского наместника боярина князя Александра Борисовича Горбатого-Шуйского. Казаринов сообщил о том, что некие казанские люди, известные как «тугаевы дети со товарищи» подготавливали «дурное дело» в области города Арска. Мурза Камай Хусейнов, перешедший на службу к Ивану Грозному, и Никита Казаринов, командуя отрядом, включавшим в себя, в том числе и местных жителей арских окрестностей, полностью разбили «тугаевых детей» в Арской стороне, взяв живыми 38 зачинщиков мятежа, которые были привезены в Казань и там воеводами казнены через повешение за измену.
После того, как было прекращено выступление «тугаевых детей», казанские воеводы предприняли сбор ясака на Арской, Побережной, а также на Луговой стороне. На сбор ясака были посланы боярские дети Назар Глебов, Алексей Давыдов, Григорий Злобин, Ширяй Кобяков, Яков Остафьев. Сполна собрав положенный ясак, они привезли его воеводам в Казань.
Летописи не приводят сведений, позволяющих идентифицировать «тугаевых детей» социально либо этнически, обобщённо определяя их словом «казанцы». Историки С. Х. Алишев и А. Г. Бахтин высказывались в пользу отождествления «отца» «тугаевых детей» с горным марийцем Тугаем, одним из представителей казанской знати, который в 1546 году вёл переговоры с Москвой по поводу заключения союза против хана Сафа-Гирея.

## Восстание 1553—1555 годов

### Начало восстания
10 марта 1553 года Москва получила сообщение от казанского наместника боярина князя Александра Борисовича Горбатого-Шуйского об убийстве на луговой стороне двух сборщиков ясака — татарина Мисюря Лихарева и русского Ивана Скуратова. Луговые люди отказались платить ясак и подняли восстание. Собрав достаточно большой вооружённый отряд, восставшие перешли в арскую сторону, где встретили поддержку местного населения, в результате чего арские люди также приняли участие в восстании.
Луговые и арские люди объединились в один отряд и стали на «высокой горе у засеки». Предполагается, что восставшие заняли Арский Острог в 15 верстах на северо-востоке от Казани у Япанчинской засеки, разрушенный войском Шуйского после победы над князем Япанчёй во время осады Казани.
Казанские воеводы отправили на битву с восставшими Василия Елизарова во главе отряда из казаков, а также отряд стрельцов, возглавляемых Иваном Ершовым. По неизвестной причине отряды Елизарова и Ершова, достигнув засеки, разделились и продолжили поход двумя разными дорогами, после чего, подвергшись нападению со стороны восставших, были наголову разбиты. Отряд Василия Елизарова потерял убитыми 450 казаков, в отряде Ивана Ершова было убито 350 стрельцов.
После сражения на Высокой Горе, восставшие покинули разрушенный острог, находящийся в опасной близости от Казани и переместились к верховьям реки Мёши, где к ним примкнули побережные люди. Там, в 70 верстах от Казани, повстанцы соорудили большую земляную крепость, желая в ней отсидеться.

### Поход Бориса Салтыкова
К восстанию присоединилось практически все левобережье Казанского ханства, за исключением самой Казани, в которой вспыхнула эпидемия чумы. Часть повстанцев перешла на горную сторону, вербуя сторонников. Высланный против них отряд Бориса Салтыкова 24 марта был внезапно атакован на заснеженной местности передвигающимися на лыжах повстанцами и разгромлен. Салтыкова взяли в плен и спустя 2 года убили.

### Посольство в Ногайскую орду
Мятежники отправили делегацию к правителю Ногайской Орды Исмаилу, прося в князи его сына Магмед-мирзу. Исмаил, будучи союзником Русского царства, отказал послам.

### Походы Даниила Адашева
С реки Вятка в апреле на борьбу с повстанцами была отправлена флотилия под руководством Даниила Адашева. При поддержке казаков московские силы выиграли несколько локальных боёв, взяли под контроль волжские переправы, отделив луговых марийцев от горных, но не смогли проникнуть вглубь мятежной территории. Луговые марийцы пытались осаждать Казань и вторую по важности в регионе крепость Свияжск, совершали рейды в земли Мурома и Нижнего Новгорода.

### Подавление восстания
Грозный в мае усилил гарнизоны Казани и Свияжска, назначив в них соответственно восемь и семь воевод вместо прежних пяти. Главным казанским воеводой был назначен князь Юрий Булгаков-Голицын.
Против 15 тысяч повстанцев в ноябре было выслано из Нижнего Новгорода войско в 30 тысяч, включавшее подразделения татар и мордвы. Три пришедших русских полка возглавляли руководитель всей кампании Семён Микулинский, а также князья Иван «Большой» Шереметев и Андрей Курбский, местными подразделениями командовали Юрий Кашин-Оболенский, Фёдор Умной-Колычёв и Дмитрий Плещеев. В течение кампании московское войско выиграло около 20 сражений, взяло штурмом и сожгло столицу повстанцев на Меше и разорило окрестные села. Были убиты 10 тысяч мятежников и два из четырёх предводителей — Янчура Измаильтянин и Алека Черемисин. Марийцы арской степи и прибрежных районов под началом Усеина и Сарый-батыра прибыли с повинной к русским воеводам, однако луговые марийцы так и не объявили покорности.
По возвращении войска в Москву весной 1554 года Иван Грозный наградил участников похода золотыми медалями и ценными подарками.

## Сопротивление Мамич-Бердея. Лето 1554 — март 1556 года
Предводителем нового восстания, поднятого луговыми людьми летом 1554 года, стал Мамич-Бердей. Очередной воевода Казани Михаил Глинский выслал на его усмирение татарских князей Кебеняка и Кулай-мурзу, но они перешли на сторону марийцев. Численность повстанцев, по оценке Андрея Курбского, достигла 20 тысяч человек, включая готовых воевать женщин. Глинский отправил против них новые отряды казанских татар Еналия Чигасова и Еналия Маматова, к концу октября силы бунтовщиков были рассеяны, хотя отдельные их группы, включая группу Мамич-Бердея, продолжали скрываться, грабили проходящие суда.
В начале зимы на земли луговых марийцев пришли крупные московские силы под командованием Ивана Мстиславского. Разделившись на несколько групп, они до февраля уничтожали отдельные отряды повстанцев на всей луговой территории. Повстанцы окончательно перешли на партизанскую тактику, чему способствовали заболоченность, лесистость и бездорожье региона.
В конце зимы, после ухода русской армии, выжившие повстанцы попытались проникнуть в Арскую область, но были там атакованы местными татарами, усиленными русскими стрельцами, а затем на собственной территории — лояльными Русскому государству горными марийцами. К марту 1555 года, когда боевые действия были приостановлены после вскрытия рек, повстанцы потеряли несколько тысяч убитыми, а многие селения региона были разрушены. Мамич-Бердей оставался на свободе и продолжал командовать уцелевшими мятежниками.
Готовя кампанию следующего сезона, русские возвели летом 1555 года крепость Чебоксары. Повстанцы, в рядах которых оставалось до 7 тысяч человек, построили острог Чалым приблизительно на месте нынешнего Мариинского посада.
В сентябре новый карательный поход на бунтарей возглавили Андрей Курбский и Фёдор Троекуров. Русские силы были поделены на большое количество малых мобильных групп. В марте Мамич-Бердей совершил рискованную вылазку из Чалымского острога на земли горных марийцев, где надеялся завербовать сторонников, но был обманут, пленён и доставлен в Москву. О дальнейшей его судьбе не известно.

## Разгром восстания. Апрель 1556 — май 1557 года
Без Мамич-Бердея дела бунтовщиков пришли в расстройство. Казанский воевода Пётр Морозов в апреле 1556 года взял Чалым и сжёг его. В мае он же выиграл крупное сражение в арской области, с большим количеством убитых и пленных повстанцев. В июне и июле отряд Морозова совместно с гарнизоном Свияжска во главе с Фёдором Салтыковым развили успех, уничтожив многие отряды повстанцев, но всё же не сломили окончательно их сопротивление.
Зимой 1556—1557 годов лугомарийские бойцы, испытывая недостаток продовольствия, совершали периодические нападения на земли горных марийцев и даже нижегородские селения. В марте 1557 года новый предводитель повстанцев Ахметек-богатырь собрал оставшиеся силы и перешёл с луговой стороны на правый берег Волги, где был разбит войсками князя Иосифа Коврова и взят в плен.
В мае представители луговых марийцев сложили оружие и объявили о готовности войти в состав Русского царства: 

Луговые люди все соединились и царю и государю добили челом, и всею землею все люди правду дали, что им неотступным быть от царя и государя вовеки и их детям и ясаки платить все сполна, как их государь пожалует. А к государю приехали от всей земли бить челом сотные князи их Казимир, да Кака, да Янтимир с товарищами. И царь и великий князь их пожаловал, вины их простил и грамоту жалованную дал, как им государю впредь служить.— Татищев В. Н. История российская. Часть 4

## Последствия
Война, в которой погибли десятки тысяч марийцев и были разорены сотни селений, отрицательно повлияла на развитие и единство марийского этноса.
Российское царство завершило фактическое присоединение Казанского ханства.
Местное население не смирилось с новым положением, до конца века организовав при поддержке ещё остававшихся независимыми осколков Золотой Орды два менее крупных восстания: в 1571—1574 и 1581—1585 годах.